# The Dearborn Independent

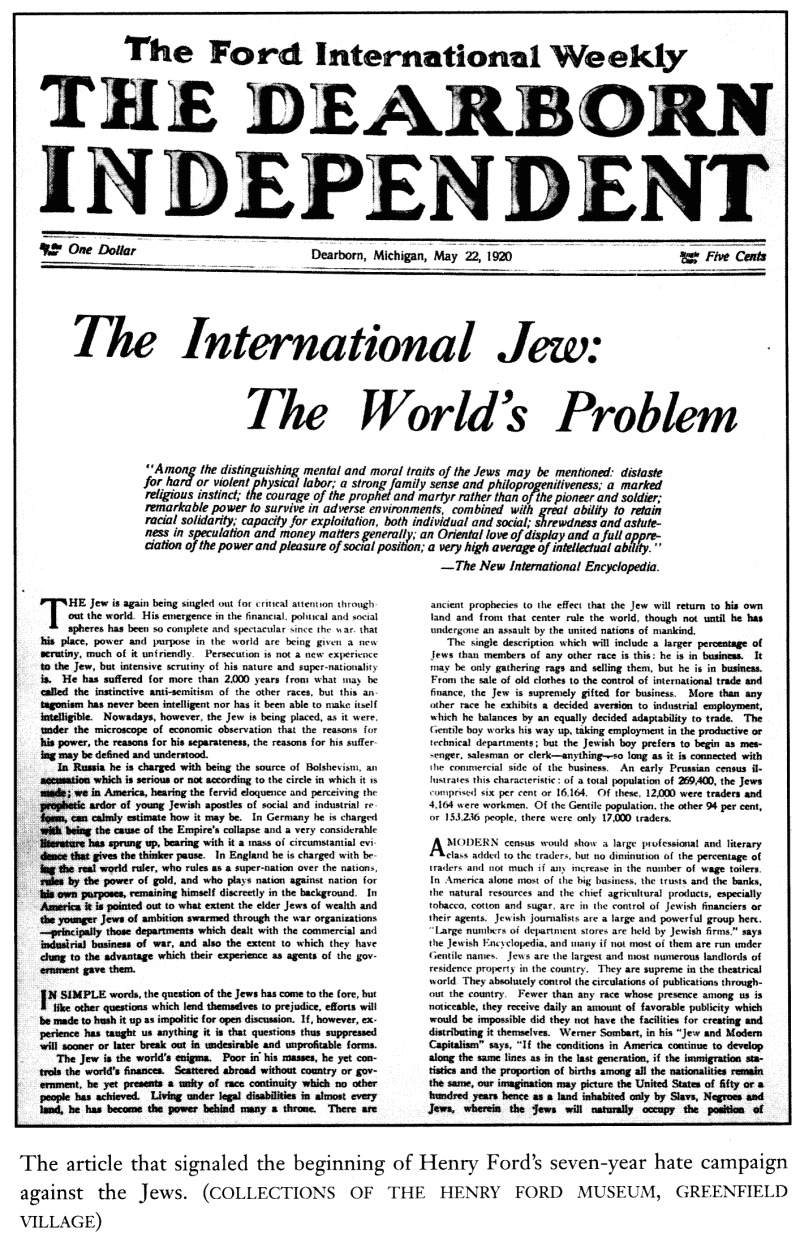
Ausgabe vom 22. Mai 1920

The Dearborn Independent, auch bekannt als The Ford International Weekly, war eine Wochenzeitung, die 1901 gegründet wurde.
Sie wurde zunächst vom Fordvertrauten Ernest G. Liebold erworben und von 1919 bis 1927 vom Kraftfahrzeugproduzenten Henry Ford verlegt und herausgegeben. Unter Ford entwickelte sich die Zeitung zu einem Massenblatt. Ford-Händler hatten die Ausgaben der Zeitschrift auszulegen. 1925 erreichte sie eine Auflage von 900.000 Stück.
In einer Serie von 91 Zeitungsartikeln vom 22. Mai 1920 an verbreitete das Blatt antisemitische Verschwörungstheorien. Als Ghostwriter war William J. Cameron beteiligt. Verbreitet wurde unter anderem das antisemitische Pamphlet Protokolle der Weisen von Zion. Von Ford erschien zeitnah auch eine Sammlung von Texten unter dem Titel Der internationale Jude: Ein Weltproblem in vier Bänden mit Übersetzungen in 16 Sprachen. In Deutschland wurden diese von Theodor Fritsch verlegt; Übersetzer war Curt Thesing.
Unter anderen klagte Herman Bernstein gegen Ford wegen Verleumdung; sein Anwalt war Samuel Untermyer. Die Anti-Defamation League organisierte 1927 in den USA einen Boykott gegen die Ford Motor Company. Nach einer Verleumdungsklage durch Aaron Sapiro, der vom Redakteur Ernest G. Liebold als jüdischer Ausbeuter der amerikanischen Farmerorganisationen dargestellt worden war, wurde das Blatt 1927 eingestellt.